# 2020年中央广播电视总台春节联欢晚会
2020年中央广播电视总台春节联欢晚会，简称2020年央視春晚，是中央广播电视总台于2020年1月24日（农历己亥十二月三十除夕）為慶祝鼠年新年舉辦的4K/8K超高清新年代2020年代綜藝性文藝晚會，由杨东升担任总导演。晚会采用“北京中央广播电视总台总部大楼一号演播大厅主会场+各地分会场”的直播模式，在河南郑州、粤港澳大湾区两地设立分会场。任鲁豫、尼格买提·热合曼、尹颂、张舒越、佟丽娅担任中央广播电视总台总部大楼一号演播大厅主会场主持人，胡杏儿等担任粤港澳大湾区分会场主持人。
本届晚会以“共圆小康梦 欢乐过大年”为主题，是中央广播电视总台组建成立后的第二个春节联欢晚会。
晚会于2020年1月24日（农历己亥十二月三十除夕）播出。当晚，中国中央电视台综合频道、中国中央电视台综艺频道、中国中央电视台中文国际频道、中国中央电视台国防军事频道、中国中央电视台少儿频道、中国中央电视台农业农村频道、中央广播电视总台4K超高清频道、安徽卫视、江苏卫视、东方卫视、浙江卫视等卫视全程同步直播。中央人民广播电台音乐之声、中央人民广播电台经典音乐广播、中央人民广播电台文艺之声、中国交通广播同步音频直播。

## 会场设置
晚会继续采用“北京中央广播电视总台总部大楼一号演播大厅主会场+各地分会场”的直播模式，主会场使用中央广播电视总台总部大楼一号演播大厅，分会场设置于郑州及位于粤港澳大湾区的港珠澳大桥白海豚岛上。

## 前期安排工作
2019年5月20日，中央广播电视总台举行2020年春节联欢晚会工作启动会。
2019年11月8日，央視春晚在官方微博宣佈楊東升為本屆春晚總導演，這也是他第三次擔任春晚總導演。
2019年11月20日，短視頻應用“快手”宣佈成为中央广播电视总台2020年春节联欢晚会独家互动合作夥伴。12月25日，快手與2020年春晚劇組舉辦獨家互動合作發佈會，在除夕夜當晚開展“點贊中國年”春晚红包互动活動，現金紅包規模超過人民幣10億。
2020年1月6日，为了增加观众参与感和互动性，中央广播电视总台通过“央视频”客户端首次向观众赠送10张春晚直播门票和120张多轮次彩排门票。获得除夕当晚直播门票的幸运观众的往返交通和住宿由春晚剧组承担。
2020年1月11日，淘宝与央视联合宣布，淘宝成为2020春晚独家电商合作伙伴，双方将携手带来春晚史上最大力度的独家电商补贴。
2020年1月14日，2020年春节联欢晚会第一次彩排在中央广播电视总台一号演播厅顺利完成。中央广播电视总台在梅地亚中心举行“2020年春节联欢晚会5G+8K/4K/VR创新应用启动仪式”，仪式上宣布5G网络已全面覆盖中央广播电视总台2020春晚主会场与分会场。同时中央广播电视总台将采用5G+8K技术实现多机位拍摄，并制作8K版春晚。
2020年1月16日，2020年春节联欢晚会进行第二次彩排。1月18日，进行第三次彩排。1月20日，进行第四次彩排，同日召开《2020年春节联欢晚会》新闻发布会，并公布本届春晚主持阵容。中央广播电视总台央视主持人任鲁豫、尼格买提、演员佟丽娅，以及从2019主持人大赛中选出的尹颂、张舒越担任中央广播电视总台总部大楼一号演播大厅主会场主持人，郑州分会场选用中央广播电视总台主持人张泽群、马跃，搭档河南广播电视台卫星频道主持人庞晓戈和郑州电视台主持人米娜共同主持，粤港澳大湾区分会场选用中央广播电视总台港澳台节目中心主持人陈星，搭档香港演员胡杏儿、澳门节目主持人刘中志，以及珠海广播电视台主持人许鲁南共同主持。
2020年1月22日，2020年春节联欢晚会第五次彩排顺利举行。鉴于近期防疫情势，河南郑州、粤港澳大湾区两个分会场改以录制形式进行。在1月24日直播开始前，晚会临时作出节目调整，新增一个疫情防控特备节目《爱是桥梁》，由央视新闻主播负责朗诵。为了防控疫情扩散，本届春晚剧组与衛生防疫部門合作，成立「春晚醫療保障小組」，為演職人員和現場觀眾提前做好醫療服務，對突發公共衛生事件救護等做好預案，同時做好春晚工作區域疾病預防和消毒滅菌工作等。本届春晚北京主会场实行严格的实名制制度，對所有的入場人員進行測溫，實行發熱零報告制度，保證演員之間沒有交叉感染。而相關演播廳、演員休息室、辦公區域，以及各個出入口和走廊等區域，進行不間斷全面消毒。同時又建立全員覆蓋的疫情訊息報告和處置機制，備足常用診治藥急救藥品設備和防護耗材。
此外，本次春晚中少了潘长江、蔡明二人的身影，而此二人一直都是春晚常客。许多网友直呼"遗憾"，亦有少数网友因此对央视产生不满。

## 技术突破
晚会利用5G、8K、4K和虚拟现实等新技术。基于5G网络的移动拍摄和景观等机位的4K信号，都接入春晚制作系统，为春晚全4K智能直播提供技术支持。同时，中央广播电视总台还采用5G+8K技术实现多机位拍摄，并制作8K版春晚。首创的虚拟网络交互制作模式也在春晚首次应用，用户可以通过手机客户端观看春晚虚拟现实直播和多视角全景式直播 。

## 分会场
2020年春晚设立两个分会场，分别是郑州（黄河风景名胜区炎黄二帝巨型塑像前广场）、粤港澳大湾区（港珠澳大桥白海豚岛）。

## 播出信息
晚会通过央视频、央视新闻新媒体、央视网、央广网、国际在线等向全球同步直播。除夕当晚，中央电视台综合频道、中央电视台综艺频道、中央电视台中文国际频道、中央电视台国防军事频道、中央电视台少儿频道、中央电视台农业农村频道、中央广播电视总台4K超高清频道、安徽卫视、江苏卫视、东方卫视、浙江卫视全程同步直播。音乐之声、经典音乐广播、文艺之声、中国交通广播同步音频直播。中央电视台新闻频道、中国国际电视台新闻频道、中国国际电视台西班牙语频道、中国国际电视台法语频道、中国国际电视台阿拉伯语频道、中国国际电视台俄语频道、中国之声、大湾区之声择时插播春晚精彩节目。总台首次制作8K超高清电视版春晚，并首次发行《2020春晚》直播电影。
全球170多个国家和地区的460多家媒体对该届春晚进行报道。其中，美国、英国、日本、巴西、新加坡、阿联酋、马来西亚、泰国、老挝等国家的近280家媒体对春晚进行部分或全程转播。意大利、澳大利亚、阿联酋、埃及、印度等20多个国家的影院、电视台播放由中央广播电视总台制作的多语种电影版春晚。
2020年1月24日，“千人看中央广播电视总台春晚”活动拉开俄罗斯圣彼得堡“欢乐春节2020”系列活动序幕。俄中商务园与圣彼得堡FM102.4电台和中国中央广播电视总台中俄头条客户端在“千人看中央广播电视总台春晚”活动现场举办形式多样、内容丰富的互动活动，向现场观众介绍中国春节的传统习俗。
在香港，無綫電視翡翠台利用該頻道原有之「星期日影院」时段，在当年的大年初二（2020年1月26日，星期日）下午13:15播放该晚會2.5小时精华版，因时长和顾及到中国大陆与香港之间文化差异等因素，大部分语言类节目和少量歌舞节目在此次重播当中被剪除，普通话原声播出并附带繁体和简体中文可选字幕，这是继2009年亚洲电视本港台播出该年的央视春晚以来第二次再有香港本地免费电视台在其粤语主频道播放央视春晚节目。

## 节目单
- 总策划：朱彤，艺术总监：郎昆，總導演：杨东升，总撰稿：秦新民
- 主持人：
  - 任鲁豫、尼格买提、佟丽娅、尹颂、张舒越（北京中央广播电视总台总部大楼一号演播大厅主会场）
  - 张泽群、马跃、庞晓戈、米娜（郑州分会场）
  - 陈星、刘中志、许鲁南、胡杏儿（粤港澳大湾区分会场）

| 序号/时间 | 节目 | 表演者 |
| --------- | --- | --- |
| 0         | 开始前广告 | 古井贡酒 年份原浆、猿辅导在线教育提示您春节联欢晚会即将开始（古井贡酒 年份原浆、猿辅导在线教育提示您2020年春节联欢晚会即将开始）                                                       |
| 0         | 开始前广告 | 古井贡酒 年份原浆、猿辅导在线教育邀您共赏春节联欢晚会（古井贡酒 年份原浆、猿辅导在线教育恭祝全国华人新春快乐）                                                                         |
| 0         | 开头报时（由洋河酒厂梦之蓝M6+赞助）                                                                                                | 美好的时代 值得更好的你 梦之蓝M6+诚邀您一起观看春节联欢晚会 |
| 1         | 開場歌舞《春潮颂》 | 宋丹丹、张国立、林永健、莫文蔚、罗志祥、龙紫岚、武俊极、庄奕楠及部分主要演員 |
| 2         | 粤港澳大湾区分会场、河南郑州分会场拜年                                                                                             | 粤港澳大湾区分会场、河南郑州分会场拜年 |
| 3         | 舞蹈《一带一路嘉年华》 | 俄罗斯莫伊谢耶夫学院舞蹈团、喀麦隆阿蓓舞团、阿塞拜彊国立学院舞蹈团、印度《泰姬快车》舞蹈团、吉林市歌舞团                                                                               |
| 4         | 新媒体互动 (一) | 新媒体互动 (一) |
| 5         | 相声《生活趣谈》 | 岳云鹏、孙越 |
| 6         | 歌舞《过年Disco》 | 陈伟霆、张艺兴、董宝石（艺名宝石gem） |
| 7         | 情景报告《爱是桥梁》 | 白岩松（兼作者）、康辉、水均益、贺红梅、海霞、欧阳夏丹 |
| 8         | 公益广告 (一) | 公益广告 (一) |
| 9         | 小品《婆婆妈妈》 | 贾玲、张小斐、许君聪、卜钰、孙集斌 |
| 10        | 新媒体互动 (二) | 新媒体互动 (二) |
| 11        | 歌舞《春风十万里》 | 张也、刘涛 |
| 12        | 小品《走过场》 | 沈腾、马丽、黄才伦、陶亮、刘坤、魏玮 |
| 13        | 杂技《绽放》 | 西安战队战旗杂技团（《2019我要上春晚》晋级选手）、广东省技巧队 |
| 14        | 新媒体互动 (三) | 新媒体互动 (三) |
| 15        | 小品《风雪饺子情》 | 贾冰、秦岚、张若昀、沙溢、吴磊 |
| 16        | 粤港澳大湾区分会场节目 | 粤港澳大湾区分会场节目 |
| 16        | 慶祝澳門回歸20週年紀念活動歌曲《万里长城永不倒》                                                                                   | 成龙 |
| 16        | 慶祝澳門回歸20週年紀念活動歌曲《共同家园》                                                                                         | 刘嘉玲、陈坤、夏利奥 |
| 17        | 魔术《层出不穷》 | 甄泽权、吴磊、彭于晏、彭昱畅 |
| 18        | 歌舞《你好2020》 | 朱一龙、周冬雨、李沁、李现、马思纯 |
| 19        | 舞蹈《晨光曲》 | 朱洁静上海歌舞团（领舞） |
| 20        | 新媒体互动 (四) | 新媒体互动 (四) |
| 21        | 歌曲《带着地球去流浪》 | 刘欢、郑楚馨、中央广播电视总台银河少年电视艺术团 |
| 22        | 小品《机场姊妹花》 | 黄晓明、金靖、宋祖儿、王自健、孙芳雅、钟佳颖、代月明 |
| 23        | 特别设计环节 | 全国道德模范代表、国家荣誉称号获得者（"最美奋斗者"代表、"时代楷模"代表、"人民满意的公务员"代表、"最美人物"代表）拜年                                                                   |
| 24        | 庆祝中华人民共和国成立70周年活动、庆祝中华人民共和国成立70周年大会以及庆祝中华人民共和国成立70周年联欢活动歌舞合唱因《我的祖国》   | 郭兰英、金婷婷、褚海辰、阿魯阿卓、云朵 |
| 25        | 少儿歌舞《“鼠”我们幸福》 | 空军蓝天幼儿艺术团、捌拍未来艺术中心 |
| 26        | 小品《父母爱情》 | 郭涛、梅婷、刘琳、李文启、尚大庆、张立、张龄心、张陆、柳明明、彭婧、柳欣言 |
| 27        | 歌曲《爸爸妈妈》 | 李荣浩、毅、王俊凯 |
| 28        | 河南郑州分会场节目 | 河南郑州分会场节目 |
| 28        | 歌曲《黄河颂》（节选） | 杨洪基、霍勇、丁毅、蔡程昱、仝卓、高天鹤、鞠红川、马佳 |
| 28        | 钢琴协奏曲《黄河》第三乐章（节选）                                                                                                 | 郎朗、高昱宸 |
| 28        | 歌曲《幸福长流母亲河》 | 孙楠、李宇春 |
| 29        | 戏曲《璀璨梨园》 | 戏曲《璀璨梨园》 |
| 29        | （1）开篇 | 楼胜 |
| 29        | （2）京剧《空城计》选段 | 王珮瑜、杨少彭、杜喆、薄云天、李智仁 |
| 29        | （3）越剧《红楼梦》选段 | 吴凤花、李敏 |
| 29        | （4）昆曲《扈家庄》选段 | 谷好好、冯蕴、赵文英 |
| 29        | （5）京剧《蟠桃会》选段 | 孟广禄、翟墨、李哲 |
| 30        | 新媒体互动 (五) | 新媒体互动 (五) |
| 31        | 小品《喜欢你喜欢我》 | 谢娜、肖战、鞠婧祎、杨迪、刘维、蒋诗萌 |
| 32        | 歌舞《边寨喜讯》 | 吕继宏、周旋 |
| 33        | 小品《快乐其实很简单》 | 孙涛、闫妮、王迅 |
| 34        | 公益广告（二） | 公益广告（二） |
| 35        | 歌舞《青春的起点》 | 表演：罗志祥、王嘉尔、易烊千玺 说唱：李汶翰、嘉羿、何昶希、李鑫一（均为《2019我要上春晚》晋级选手） 演奏：李杨冠军、辽源市显顺琵琶学校（《2019我要上春晚》晋级选手） 舞蹈：ShowPro舞团 |
| 36        | 庆祝中华人民共和国成立70周年活动、庆祝中华人民共和国成立70周年大会以及庆祝中华人民共和国成立70周年联欢活动歌舞合唱因《亲爱的中国》 | 李光羲、蒋大为、佟铁鑫、蔡国庆、莫华伦、张英席、石倚洁、阿云嘎、郑云龙、郑棋元 |
| 37        | 零点钟声（由洋河酒厂梦之蓝M6+赞助）                                                                                                | 梦之蓝M6+恭祝全球华人新春快乐 |
| 38        | 分会场拜年 | 分会场拜年 |
| 38        | 粤港澳大湾区分会场：慶祝澳門回歸20週年紀念活動歌舞《明天会更好》（节选）                                                           | 欧阳娜娜及全体演员 |
| 38        | 河南郑州分会场：歌舞《编花篮》（节选）                                                                                             | 全体演员 |
| 39        | 歌舞《锦绣小康》 | 乌兰图雅、凤凰传奇、杜江、王鸥、魏大勋 |
| 40        | 公益广告（三） | 公益广告（三） |
| 41        | 歌舞《再次相约二十年》 | 张韶涵、徐子崴、杨紫、王源 |
| 42        | 新媒体互动（六） | 新媒体互动（六） |
| 43        | 舞蹈《泉》 | 领舞：宋洁 表演：张天爱 |
| 44        | 武术《武林雄风》 | 河南少林塔沟武校、宁夏体育运动训练管理中心武术队、天津武术队、惠英红、马建超、孙瑛 |
| 45        | 歌曲《生命之河》 | 谭维维、韩雪 |
| 46        | 结尾歌舞/结束曲/片尾曲《难忘今宵》                                                                                                 | 李谷一、汤非、云飞、扎西顿珠、龙婷 |

### 香港無綫電視重播版本節目单
（仅播出剪辑版，语言类节目被去除）
- 主持人及表演者参见上方完整节目单。

| 序号/时间 | 节目 |
| --------- | --- |
| 1         | 開場歌舞《春潮颂》 |
| 2         | 粤港澳大湾区分会场、河南郑州分会场拜年                                                                                             |
| 3         | 舞蹈《一带一路嘉年华》 |
| 4         | 歌舞《过年Disco》 |
| 5         | 情景报告《爱是桥梁》 |
| 6         | 歌舞《春风十万里》 |
| 7         | 杂技《绽放》 |
| 8         | 粤港澳大湾区分会场节目 |
| 8         | 慶祝澳門回歸20週年紀念活動歌曲《万里长城永不倒》                                                                                   |
| 8         | 慶祝澳門回歸20週年紀念活動歌曲《共同家园》                                                                                         |
| 9         | 魔术《层出不穷》 |
| 10        | 歌舞《你好2020》 |
| 11        | 歌曲《带着地球去流浪》 |
| 12        | 庆祝中华人民共和国成立70周年活动、庆祝中华人民共和国成立70周年大会以及庆祝中华人民共和国成立70周年联欢活动歌舞合唱因《我的祖国》   |
| 13        | 少儿歌舞《“鼠”我们幸福》 |
| 14        | 河南郑州分会场节目 |
| 14        | 歌曲《黄河颂》（节选） |
| 14        | 钢琴协奏曲《黄河》第三乐章（节选）                                                                                                 |
| 14        | 歌曲《幸福长流母亲河》 |
| 15        | 歌舞《青春的起点》 |
| 16        | 歌舞《边寨喜讯》 |
| 17        | 庆祝中华人民共和国成立70周年活动、庆祝中华人民共和国成立70周年大会以及庆祝中华人民共和国成立70周年联欢活动歌舞合唱因《亲爱的中国》 |
| 18        | 分会场拜年 |
| 18        | 粤港澳大湾区分会场：慶祝澳門回歸20週年紀念活動歌舞《明天会更好》（节选）                                                           |
| 18        | 河南郑州分会场：歌舞《编花篮》（节选）                                                                                             |
| 19        | 歌舞《锦绣小康》 |
| 20        | 歌舞《再次相约二十年》 |
| 21        | 武术《武林雄风》 |
| 22        | 公益广告（三） |
| 23        | 歌曲《生命之河》 |
| 24        | 结尾歌舞/结束曲/片尾曲《难忘今宵》                                                                                                 |

### 实际版本
以下为除夕直播当天实际的节目单（依次排序）。
- （1-6、8-15，18-23，25-35，39-45，新媒体互动，公益广告，依次排列，与公布的节目单相同）
- 《亲爱的中国》
- （开头报时，由洋河酒厂梦之蓝M6+冠名）
- （零点钟声，由洋河酒厂梦之蓝M6+冠名）
- 《万里长城永不倒》
- 《共同家园》
- 《我的祖国》
- 《明天会更好》（节选）
- 《爱是桥梁》
- 《难忘今宵》

其间：时间流逝，直至北京时间1月24日（农历鼠年正月初一）00:38:00结束。

## 播出时间

### 直播
- 中央广播电视总台：中国中央电视台综合频道（CCTV-1）（含港澳版，now寬頻電視541、澳广视71、港台电视33、33A、香港有線電視341）、综艺频道（CCTV-3）、中文国际频道（CCTV-4）、国防军事频道（CCTV-7）、少儿频道（CCTV-14）、农业农村频道（CCTV-17）、海外娱乐频道（CCTV-娱乐）、4K超高清频道（CCTV UHD）、全国各地大部分卫星电视频道、地面无线电视频道、公交车移动电视频道（合安徽卫视、江苏卫视、东方卫视、浙江卫视转播），中央人民广播电台（音乐之声、经典音乐广播、文艺之声、中国交通广播）：北京时间2020年1月24日20:00。
- 日本CCTV大富：日本標準時間2020年1月24日21:00。
- 澳門綜藝頻道：澳門時間2020年1月24日20:00-收台（录制中央电视台中文国际频道高清亚洲版版本）。
- 马来西亚八度空间：马来西亚时间2020年1月24日23:00-完毕（录制中央电视台中文国际频道亚洲版版本）。
- 泰國MCOT HD：曼谷时间2020年1月24日20:00
- 泰國7頻道 HD：曼谷时间2020年1月24日20:00
- 美国凤凰卫视美洲台：洛杉矶时间2020年1月24日17:00-22:00（由当地机构代播）。
- 美国中文电视：纽约时间2020年1月24日7:00（北京时间2020年1月24日20:00）。
- 中央广播电视总台总部大楼（复兴路办公区）主楼以灯光秀的形式直播本届春晚，另外部分城市广场LED屏也同步转播本届春晚。原定部分城市电影院也将以直播电影《春晚2020》转播本届春晚，但因新冠肺炎疫情，部分城市下令暂时关闭电影院，该电影将在疫情结束后择日上映。

### 重播
- 中国中央电视台以下频道亦进行了重播（重播的语言类节目均配有字幕，除特别注明外，均以北京时间为准）：
  - 综合频道：1月25日8:37-14:00（中插《新闻30分》）、1月25日22:37-1月26日3:30、1月27日8:37-14:00（中插《新闻30分》）
  - 财经频道：1月25日11:30-16:20、1月25日19:30-1月26日0:20、1月26日19:30-1月27日0:20、1月27日9:03-13:50、1月28日21:30-1月29日2:20
  - 综艺频道：1月25日0:54-5:30、11:28-16:20、1月28日6:09-11:00
  - 中文国际频道：1月25日9:00-14:45（中插《中国新闻》）、1月25日15:08-20:00、1月26日9:04-15:00（中插《中国新闻》）
  - 农业农村频道：1月25日13:30、1月26日6:40
  - 少儿频道：1月29日22:05-收台
  - 4K超高清频道：1月25日6:00-11:00
  -  日本CCTV大富：日本標準時間１月25日8:30-14:30
- 马来西亚八度空间：马来西亚时间2020年1月25日7:00-10:00（录制中央电视台中文国际频道亚洲版版本）。
- 中国北京卫视：1月25日1:00-6:00（录制中央电视台综合频道版本）。
- 新加坡新传媒8频道：1月27日13:30-18:30（录制中央电视台中文国际频道亚洲版版本）。
- 香港無綫電視翡翠台：香港时间2020年1月26日13:15-15:45（录制中央电视台中文国际频道亚洲版版本，精选）。

### 4K版本点播
本届春晚继续推出4K超高清点播版本，各地有线电视网4K智能机顶盒可以通过“央视专区”4K版应用，点播4K春晚的节目内容。

### 8K版本点播
本届春晚继续推出8K超高清点播版本，各地有线电视网8K智能机顶盒可以通过“央视专区”8K版应用，点播8K春晚的节目内容。

### 网络
- 本届春晚在视频网站YouTube平台同步直播，并接入高清信号，使用多码率、自适应直播。在YouTube上提供的回看视频，有完整的录制版和部分去掉了赞助商互动环节的海外版本。
- 中国国家版权局称经央视授权，央视网拥有独家享有通过网络传播本届春晚的权利，未经授权，禁止任何个人和机构非法传播本届春晚。
- 中国大陆央视国际网络有限公司授权爱奇艺、腾讯、优酷、快手、新浪微博、腾讯音乐、网易云音乐播出2020年央视春晚节目，所有被授权网站播出的春晚节目皆带有“央视网CCTV.com”的标识。
- 臺灣境内通过爱奇艺台湾站即可同步收看直播。
- 日本弹幕视频网站Niconico動畫于除夕夜直播春晚。

## 影响
- 本届春晚中，佟丽娅、尹頌、張舒越、胡杏兒为首次担任春晚的主持人[17][18]。

## 花絮
本届春晚的情景报告节目《爱是桥梁》，系2019冠状病毒病疫情防控特备节目，由央视新闻主播白岩松、康辉、水均益、贺红梅、海霞、欧阳夏丹朗诵。该节目为本届春晚唯一没有彩排过的节目。除此之外，本届春晚还以滚动字幕、公益广告形式宣传预防新型冠状病毒肺炎的相关知识。参与本届春晚的歌手董宝石（宝石gem）事后也通过微博宣布，《过年Disco》的原作品《野狼Disco》的所有版权收入将全部捐赠给武汉疫区医护人员家属。
和2017年类似，河南郑州分会场未出现在正式演出中的节目在前4次彩排期间也全程录影，并制作成45分钟的特别节目在CCTV-3播出。
另外，本届春晚上，此前连续4年以组合形式参加的TFBOYS的3位成员首次以个人形式分别独立参加3个不同的节目。
本届春晚的两次报时均由洋河酒厂旗下的酒类品牌蓝色经典·梦之蓝赞助，取代了过去16年由美的集团赞助的报时。
本届春晚是宋丹丹时隔12年再次出演春晚，同时她也是最后一次出演春晚。

## 爭議
由於正值2019冠状病毒病疫情期間，成龍在粵港澳大灣區分會場獻唱的歌曲《萬里長城永不倒》歌詞“問我國家哪像染病”引起爭議，被部分網友認爲充滿諷刺。

## 收视率
本届春晚在日本NicoNico网站观看直播的人数超10万，弹幕3万5千条，打破了2016年9万人次的观看记录。在播出到武汉疫情画面时，不少网友发出了“武汉加油”，“中国加油”的弹幕，以声援武汉疫区人民乃至受疫情影响的中国人民。